# 星野昇子
星野 昇子（ほしの しょうこ、1984年9月24日 - ）は日本のモデル。血液型O型、天秤座。千葉県出身。オフィスニート所属。

## 学歴
- 千葉県私立八千代松陰高等学校を経て、日本大学法学部卒業。

## 人物
- 長所 前向き、好奇心旺盛
- 短所 優柔不断
- 趣味 スポーツクラブ　ストレッチ　ショッピング　書道　ピアノ　語学
- 好きな車 白のベンツ
- 資格 普通自動車運転免許 実用英語検定2級　実用漢字検定3級